# Skřipov
Skřipov é uma comuna checa localizada na região de Morávia-Silésia, distrito de Opava.